# MicroRNA 138-1
MicroRNA 138-1 ist eine RNA, die beim Menschen durch das MIR138-1-Gen kodiert wird.

## Funktion
MicroRNAs (miRNAs) sind kurze (20-24 nt) nicht-kodierende RNAs, die an der post-transkriptionellen Regulierung der Genexpression in multizellulären Organismen beteiligt sind, indem sie sowohl die Stabilität als auch die Translation von mRNAs beeinflussen. MiRNAs werden von der RNA-Polymerase II als Teil von verkappten und polyadenylierten primären Transkripten (pri-miRNAs) transkribiert, die entweder proteinkodierend oder nicht-kodierend sein können. Das primäre Transkript wird durch das Enzym Drosha Ribonuklease III gespalten, um eine ca. 70-nt-Stammschleifen-Vorläufer-miRNA (pre-miRNA) zu erzeugen, die wiederum durch die zytoplasmatische Ribonuklease Dicer gespalten wird, um die reife miRNA und Antisense-miRNA-Sternprodukte (miRNA*) zu erzeugen. Die reife miRNA wird in einen RNA-induzierten Silencing-Komplex (RISC) eingebaut, der Ziel-mRNAs durch unvollständige Basenpaarung mit der miRNA erkennt und in den meisten Fällen zu einer Translationshemmung oder Destabilisierung der Ziel-mRNA führt. Die RefSeq stellt die vorhergesagte microRNA-Stammschleife dar.